# Karl Wilhelm Sigismund von Rottenburg
Karl Wilhelm Sigismund von Rottenburg (eigentlich: Wilhelm von Rothenburg) (* 18. Januar 1777 in Klemzig; † 21. August 1837 in Wesel) war ein preußischer Generalleutnant und Kommandant von Wesel.

## Leben

### Herkunft
Seine Eltern waren der Entomologe und Erbherr auf Klemzig Sigismund Adrian von Rottenburg (1745–1797) und dessen Ehefrau Wilhelmine Philippine, geborene von Schlichting (1756–1790).

### Militärkarriere
Rothenburg besuchte das Berliner Kadettenhaus und wurde am 11. März 1794 als Fähnrich mit Patent vom 30. März 1794 im Infanterieregiment „von Borch“ der Preußischen Armee angestellt. Während des Ersten Koalitionskrieges kämpfte er in der Schlacht bei Kaiserslautern. Am 6. Oktober 1797 wurde er Sekondeleutnant. Im Vierten Koalitionskrieg kämpfte Rottenburg in der Schlacht bei Jena und in den Gefechten bei Boitzenburg, Nordhausen und Prenzlau. Er geriet bei Prenzlau in Gefangenschaft, wurde aber im Januar ausgetauscht.
Rottenburg kam nach Königsberg, wo er am 15. Dezember 1806 als Adjutant zum General von Goetzen versetzt wurde. Er kämpfte in der Grafschaft Glatz und bei der Belagerung von Neiße. Zudem wurde er am 17. Dezember 1807 mit dem Orden Pour le Mérite für Neiße ausgezeichnet. Dennoch erhielt er am 19. November 1808 seine Demission. Am 18. Februar 1809 kam er als Kapitän zurück zur Armee und am 1. Juni 1809 wurde er Adjutant von Oberst von Zieten. Am 10. Juni 1811 wurde er zum Major befördert und am 11. Oktober 1811 als 2. Kommandant zur Festung Cosel versetzt. Von dort kam er am 15. Februar 1812 als 2. Kommandant nach Neiße und bereits am 18. März 1812 beauftragte man ihn mit der Wahrnehmung der Geschäfte als Kommandant der Festung Kolberg. Von dort wurde er am 8. März 1813 als Chef des Generalstabes des IV. Armeekorps zu General Tauentzien versetzt. Während der Befreiungskriege erhielt er für Blankenfeld das Eiserne Kreuz II. Klasse, kämpfte vor Magdeburg, bei der Belagerung von Stettin sowie in den Schlachten bei Großbeeren und Dennewitz. Rottenburg befand sich ferner bei dem Belagerungen von Torgau und Wittenberg, zudem bekam er bei der Blockade von Magdeburg den Roten Adlerorden IV. Klasse, den russischen Orden des Heiligen Wladimir III. Klasse sowie den Orden der Heiligen Anna II. Klasse. Am 2. März 1814 wurde er dann zum Oberstleutnant befördert sowie am 2. Juni 1814 mit dem Eisernen Kreuz I. Klasse und am 5. Juli 1814 mit dem schwedischen Schwertorden II. Klasse ausgezeichnet. Nach dem Frieden von Paris wurde er am 3. Oktober 1814 als Chef des Generalstabs bestätigt.
Nach dem Krieg wurde Rottenburg am 17. Oktober 1815 zum Oberst befördert und zum Chef des VI. Armeekorps ernannt. Im Jahr 1816 kam er als Chef zum Generalkommando von Brandenburg und Pommern. Dazu erhielt er am 18. Januar 1818 den Roten Adlerorden III. Klasse. Am 8. Januar 1821 wurde er in das Kriegsministerium versetzt und am 30. März 1822 zum Generalmajor befördert. Am 18. Juni 1825 kam er als Kommandeur zur 11. Landwehr-Brigade und am 3. Juli 1825 erhielt er das Dienstkreuz sowie am 26. Juli 1825 eine Prämie von 500 Talern. Später, am 9. September 1828, bekam er den Roten Adlerorden II. Klasse mit Eichenlaub. Am 30. März 1831 wurde er als Kommandant in die Festung Minden versetzt, aber schon am 24. Mai 1834 zum Kommandanten der Festung Wesel ernannt. Hier erhielt er am 30. März 1837 den Charakter als Generalleutnant, bevor er am 21. August 1837 in Wesel starb. Er wurde am 23. August 1834 auf der Bastion 7 am Berliner Tor beigesetzt.

### Belagerung von Neiße
Als Adjutant von Goetzen wurde er in die belagerte Festung Neiße geschickt, dazu musste er sich durch die feindlichen Linien schleichen. Obwohl er nur Leutnant war, nahm er an den Beratungen in der Festung teil. Trotz seiner Durchhaltebemühungen musste er zustimmen, dass mit dem französischen General Vandamme vereinbart wurde, dass wenn bis zum 30. Mai 1807 kein Entsatz eingetroffen sei, die Festung übergeben werden sollte. Rottenburg schickte er einen Kurier, der mit der Weisung weiter verteidigen zurückkehren sollte, er wurde aber abgefangen und erschossen. Rottenburg selber war auf dem Weg nach Glatz, als er am 4. in Frankenberg von den Franzosen aufgegriffen wurde. Er sollte mit dem Kurier erschossen werden, wurde aber von Vandamme begnadigt und ins Gefängnis nach Straßburg gebracht, dort blieb er bis zum Ende des Krieges.

## Genealogie
- Gothaisches Genealogisches Taschenbuch der Adeligen Häuser. Der in Deutschland eingeborene Adel (Uradel) 1905, 6. Jg., Justus Perthes, Gotha 5. November 1904, S. 709.